# 永山邦夫
永山 邦夫（ながやま くにお、1970年9月16日 - ）は、神奈川県出身の元プロサッカー選手。サッカー指導者。横浜マリノス/横浜F・マリノスで主に右サイドバック、右ウイングバックとしてプレーした。

## 人物・来歴
マリノス前身の日産時代から15年間（ユースを含め18年間）を1クラブのみ在籍した「ワン・クラブ・マン」である。愛称の「オニク」はサッカーを始めた神大寺幼稚園以来のもの。
小・中学校の時期に所属したかながわクラブでは1年先輩に天才と言われ、後に16歳でプロデビューする菊原志郎（読売/ヴェルディ川崎→浦和レッズ）がおり、憧れであるとともに目標にしていたという。
日産ユースではユース日本代表に選出され、第26回アジアユース（1988年）に出場した。トップチーム昇格後にはバルセロナ五輪予選（1991～1992年）日本代表メンバーとなり、各試合に右ウイングバックとして先発出場した。
しかし、その後は菊原同様、度重なる怪我に悩まされる。特に1995年と1998年はフルシーズンを棒に振るなど、所属クラブでのリーグ戦出場は充実せず、フル代表に呼ばれることはなかった。1999年のシーズン後半にようやく怪我を克服し、先発出場が目立つようになる。2000年9月のインタビュー記事で永山は、「けがをして長期に試合に出れないこともあったが、ふてないでやり続けること、集中力を切らさないことが大事だ。」と述べている。2003年のマリノスハンドブックでは、～小柄ながらも鍛錬された肉体、自己管理、自己反省や動揺をコントロールするメンタル等、若手選手が見習うべきポイントは多い～、と評された。
プレーの面では守備の職人と言われ、様々な守備的ポジションや戦術に対し安定したパフォーマンスを示した。2002年シーズンはアクション型のサッカーを目指すセバスティアン・ラザロニの下、当初から控えに回った。しかし、チームは2ndステージに入ってから中村俊輔のイタリア移籍をきっかけに崩れ、ラザロニはシーズン途中で監督を解任されてしまう。引き継いだ下條佳明による4バックの組織的な布陣への変更によって、永山は右のMFとして残りの2ndステージ各戦に先発、ダイヤモンド型の中盤を機能させ、カルロス・ゴーンの日産CEO就任により命題とされた、年間3位以内達成（2位）に貢献した。
代表選手や移籍選手の多いマリノスでは比較的地味な存在だったが、日産ユースに入団した1986年以来の生え抜きということもあって、「最後の日産」としてサポーターからは非常に愛された（永山は日産時代から所属し続ける最後の選手だった）。現役生活の中で何度か指導者への転身をクラブから打診された際には「給料はいらないから、クラブに残して欲しい」と訴え、日産～F・マリノス一筋の現役生活を通した。2004年の開幕戦となった浦和レッズ戦の前座試合はF・マリノスOBとF・ユースの対戦で永山の引退試合として行われ、終盤に得たPKを決めてラストゴールを飾った。試合後には「自分は引退試合を催してもらうほどの選手ではありませんが」と挨拶するなど最後まで謙虚な選手生活を貫いた。
引退後は横浜F・マリノスの下部組織コーチに就いている。横浜F・マリノスふれあいサッカープロジェクトコーチ、横浜F・マリノスジュニアユース新子安コーチ、日本工学院F・マリノスコーチを経て2011年より横浜F・マリノスプライマリーコーチを務める。

## 所属クラブ
ユース経歴
- 神大寺幼稚園
- 横浜市立南神大寺小学校
- かながわクラブ（横浜市立南神大寺小学校）
- 1983年-1985年 かながわクラブジュニアユース（横浜市立松本中学校）
- 1986年-1988年 日産ユース（神奈川県立港北高等学校）

プロ経歴
- 1989年-2003年 日産自動車/横浜マリノス/横浜F・マリノス

## 個人成績
| 国内大会個人成績 | 国内大会個人成績 | 国内大会個人成績 | 国内大会個人成績 | 国内大会個人成績 | 国内大会個人成績 | 国内大会個人成績 | 国内大会個人成績 | 国内大会個人成績 | 国内大会個人成績 | 国内大会個人成績 | 国内大会個人成績 |
| 年度             | クラブ           | 背番号           | リーグ           | リーグ戦         | リーグ戦         | リーグ杯         | リーグ杯         | オープン杯       | オープン杯       | 期間通算         | 期間通算         |
| 年度             | クラブ           | 背番号           | リーグ           | 出場             | 得点             | 出場             | 得点             | 出場             | 得点             | 出場             | 得点             |
| 日本             | 日本             | 日本             | 日本             | リーグ戦         | リーグ戦         | JSL杯/ナビスコ杯 | JSL杯/ナビスコ杯 | 天皇杯           | 天皇杯           | 期間通算         | 期間通算         |
| ---------------- | ---------------- | ---------------- | ---------------- | ---------------- | ---------------- | ---------------- | ---------------- | ---------------- | ---------------- | ---------------- | ---------------- |
| 1989-90          | 日産             | 25               | JSL1部           | 10               | 1                | 0                | 0                |                  |                  |                  |                  |
| 1990-91          | 日産             | 13               | JSL1部           | 20               | 2                | 0                | 0                |                  |                  |                  |                  |
| 1991-92          | 日産             | 13               | JSL1部           | 13               | 0                | 3                | 0                |                  |                  |                  |                  |
| 1992             | 横浜M            | -                | J                | -                | -                | 5                | 0                | 5                | 0                | 10               | 0                |
| 1993             | 横浜M            | -                | J                | 16               | 0                | 5                | 0                | 3                | 0                | 24               | 0                |
| 1994             | 横浜M            | -                | J                | 22               | 0                | 0                | 0                | 0                | 0                | 22               | 0                |
| 1995             | 横浜M            | -                | J                | 0                | 0                | -                | -                | 0                | 0                | 0                | 0                |
| 1996             | 横浜M            | -                | J                | 16               | 0                | 8                | 1                | 1                | 0                | 25               | 1                |
| 1997             | 横浜M            | 13               | J                | 18               | 1                | 2                | 0                | 2                | 0                | 22               | 1                |
| 1998             | 横浜M            | 13               | J                | 0                | 0                | 0                | 0                | 0                | 0                | 0                | 0                |
| 1999             | 横浜FM           | 13               | J1               | 11               | 1                | 4                | 0                | 2                | 0                | 17               | 1                |
| 2000             | 横浜FM           | 13               | J1               | 24               | 2                | 6                | 0                | 1                | 1                | 31               | 3                |
| 2001             | 横浜FM           | 13               | J1               | 20               | 1                | 9                | 0                | 1                | 0                | 30               | 1                |
| 2002             | 横浜FM           | 13               | J1               | 18               | 0                | 6                | 0                | 2                | 0                | 26               | 0                |
| 2003             | 横浜FM           | 13               | J1               | 8                | 0                | 5                | 0                | 0                | 0                | 13               | 0                |
| 通算             | 日本             | 日本             | J1               | 153              | 5                | 50               | 1                | 17               | 1                | 220              | 7                |
| 通算             | 日本             | 日本             | JSL1部           | 43               | 3                | 3                | 0                |                  |                  |                  |                  |
| 総通算           | 総通算           | 総通算           | 総通算           | 196              | 8                | 53               | 1                |                  |                  |                  |                  |

その他の公式戦
- 2000年
  - Jリーグチャンピオンシップ 2試合0得点

## 代表歴
- ユース日本代表 - 第26回アジアユース（1988年）
- 五輪日本代表 - バルセロナオリンピック予選（1991-1992年）

## 指導歴
- 2004年 横浜F・マリノス ふれあいサッカープロジェクトコーチ
- 2005年- 横浜F・マリノスジュニアユース新子安 コーチ
- 2009-2010年 日本工学院F・マリノスコーチ
- 2011年- 横浜F・マリノスプライマリーコーチ